# روينو (بافيا)
روينو (بالإيطالية: Ruino)‏ هي بلدة تقع في مقاطعة بافيا بإقليم لومبارديا في شمال إيطاليا. تبلغ مساحة هذه المدينة 21.3 (كم²)، وترتفع عن سطح البحر م، بلغ عدد سكانها 785 نسمة في عام 2004 حسب إحصاء المعهد الوطني للإحصاء.

## السكان
في سنة 1861 بلغ عدد السكان 1٬091 نسمة، وتطور العدد ليصل في سنة 2011 لـ 745 نسمة.
يظهر هذا المخطط البياني تطور النمو السكاني لـ روينو (بافيا)